# 有腦E班
《有腦E班》（英語：Smart Class）是香港亞洲電視製作的一個兒童節目，節目每日有不同主題，在亞洲電視本港台播岀，此節目接替同類型播了近7年的兒童節目《亞洲電視兒童台》。由亞洲電視和紫荊雜誌社主辦的“中國改革開放30周年知識競賽”也曾在此節目播出。於2009年5月此節目已被《媽媽不懂的事》所取代。

## 播岀時間

### 首播
- 逢星期一至星期五4:00-4:30PM（2007年10月8日－2008年10月31日）
- 逢星期一至星期五4:10-4:40PM（2008年11月3日－2009年5月1日）

### 重播
- 逢星期一至星期五10:15-10:45AM
- 星期六或星期日4:00-4:30PM、（逢賽馬日）則為10:30-11:00AM

## 主持
- 伍偉樂 (2007-2009年)
- 黃慧敏（2007－2008年）
- 翟鋒(翟威廉)（2007－2008年) 於2010年中轉投無線電視
- 李可瑩 (2007－2009年)
- 何卓瑩 (2008－2009年)
- 高思哲 (2008－2009年)
- 譚芷翎 (2008－2009年)
- 莊文康 (2008－2009年)
- 林雋健 (2008－2009年)
- 黃倩婷 (2009年)

## 小主持
- 林雅雯（2007－2008年）
- 胡希文（2007－2008年）
- 李用興（2007－2008年）
- 陳德強（2007－2008年）
- 勞子諾（2008－2009年）
- 冼志律（2008－2009年）

## 環節
- 中文加油站
- 至Hit新聞眼
- 英語Happy hour
- 遊戲基地
- 好玩自悠行
- 英語爬爬網
- 知趣派
- 今日Good Show
- 魔法再現

## 外部連結
- 《108 新生 aTV》
- 有腦E班
- 中國改革開放30周年知識競賽
- 有腦E班小遊戲  （页面存档备份，存于）